# シャープレス不斉ジヒドロキシ化
シャープレス不斉ジヒドロキシ化（しゃーぷれすふせいひどろきしか、Sharpless asymmetric dihydroxylation）は四酸化オスミウムによりアルケンを酸化して1,2-ジオールを得る化学反応において、キラルなアミンを共存させることで光学活性なジオールを得る手法のことである。

## 歴史

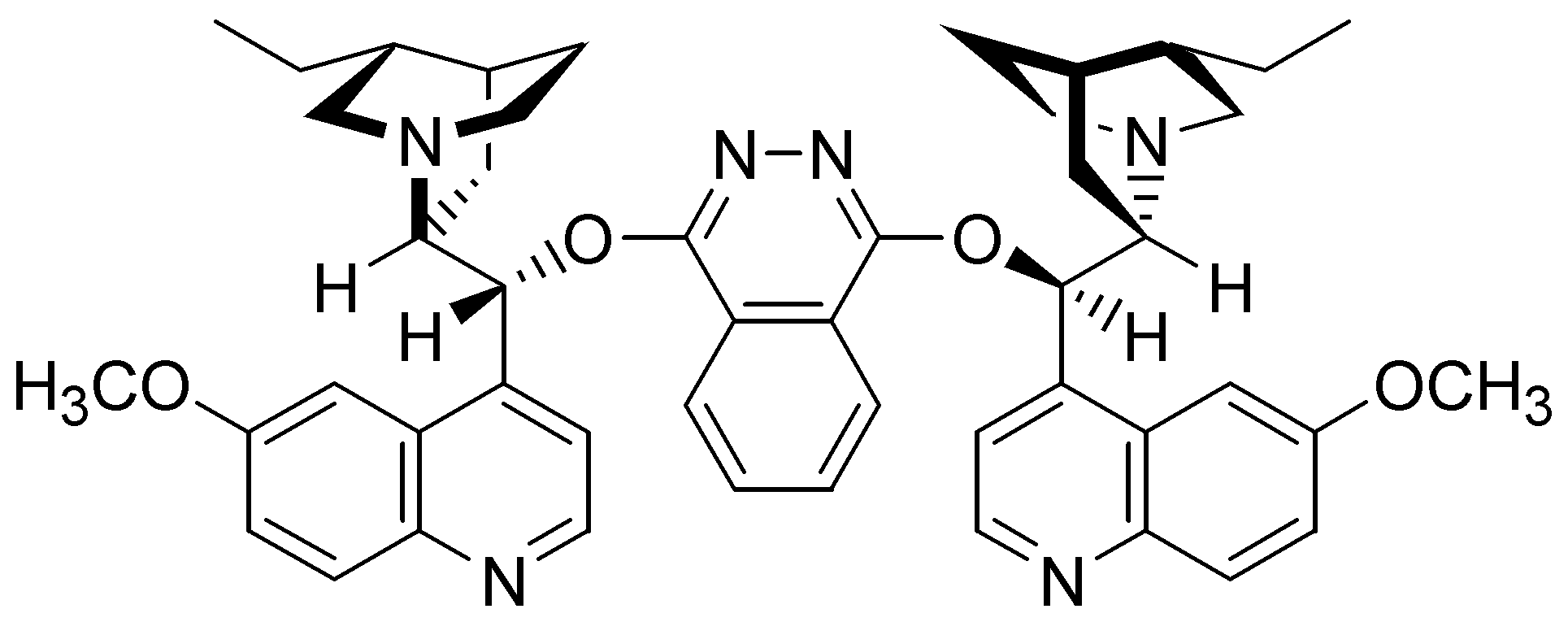
(DHQ)_{2}PHALの構造

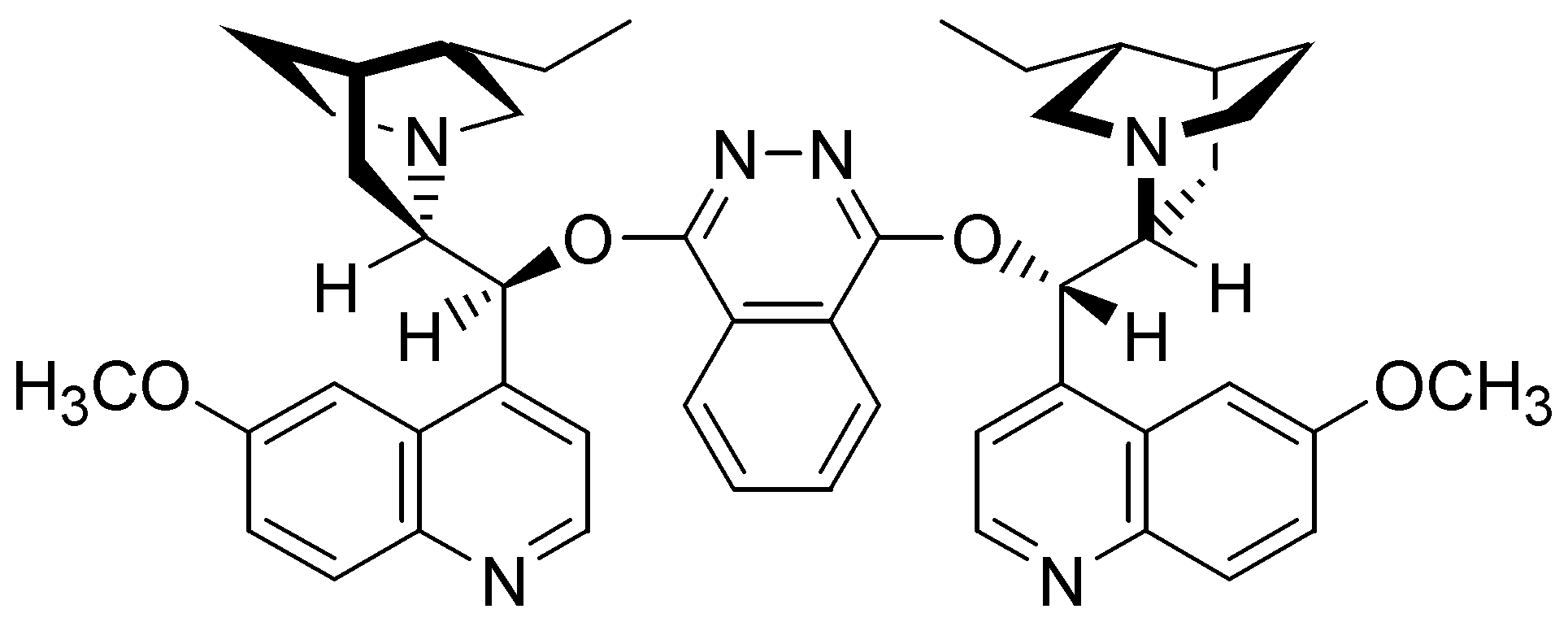
(DHQD)_{2}PHALの構造

1980年にバリー・シャープレスらは四酸化オスミウムによりアルケンを酸化する際にキニーネ（キニン）、キニジンのそれぞれの誘導体である、ジヒドロキニン (DHQ) 、またはジヒドロキニジン (DHQD) を加えると光学活性なジオールが得られることを報告した。しかしこの反応は当量反応であり、高価な四酸化オスミウムやキラルなアミンを多く使用する必要があった。
シャープレスらはさらに検討を行ない、1992年にヘキサシアノ鉄(III)酸カリウムを共酸化剤とし、キラルなアミンとしてビス（ジヒドロキニニル）フタラジン ((DHQ)2PHAL) またはビス（ジヒドロキニジニル）フタラジン ((DHQD)2PHAL) を使用することで、多くのアルケンから高い光学純度のジオールが得られる触媒的不斉オスミウム酸化の手法を確立した。

## 反応
四酸化オスミウムの還元体である K2OsO2(OH)2 およびヘキサシアノ鉄(III)酸カリウム、炭酸カリウムと (DHQ)2PHAL との混合物が AD-mix-α、(DHQD)2PHAL との混合物が AD-mix-β の名（AD は Asymmetric Dihydroxylation の略で α と β は後述するエナンチオ選択性を意味している）で試薬として市販されており、これを水/tert-ブチルアルコール溶液とした後、基質となるアルケンを添加するだけで容易にこの反応を行なうことができるようになっている。末端以外のアルケンではメタンスルホンアミドを添加すると反応を加速する効果がある。
この反応は通常の四酸化オスミウムによる酸化と同じく2つのヒドロキシ基は syn の立体配置で導入される。

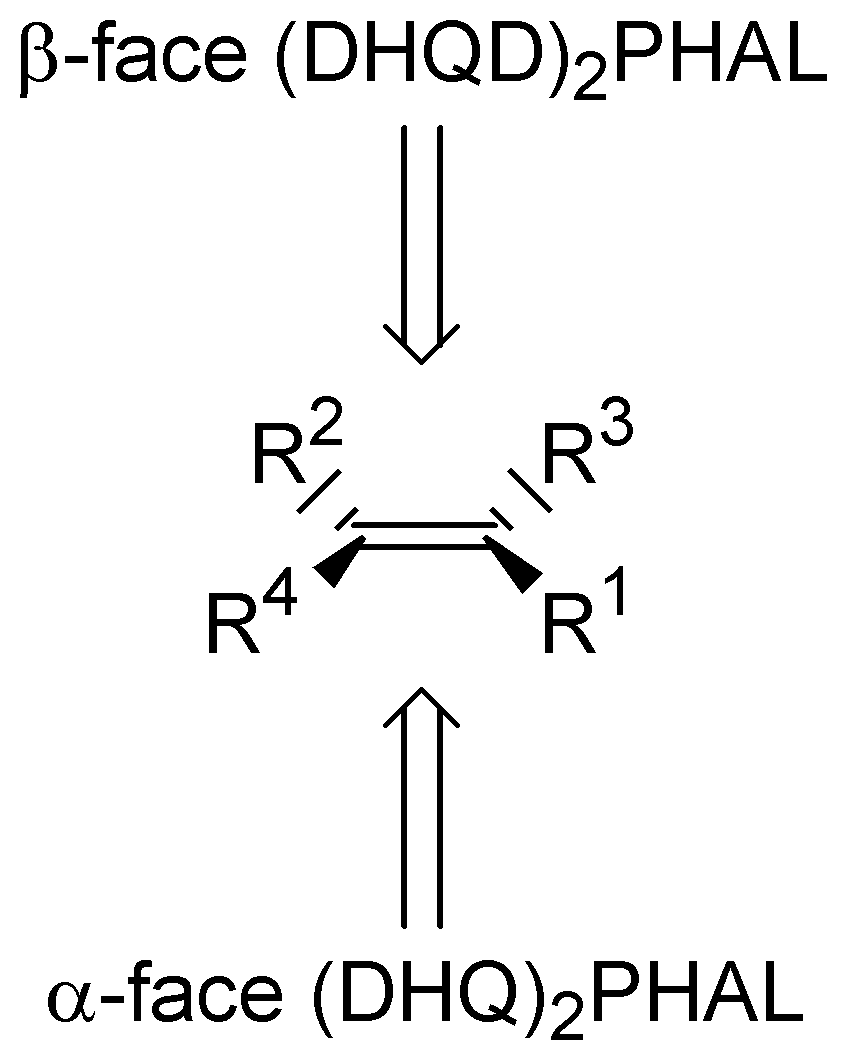
エナンチオ選択性の予測。置換基は立体的に小さい方から R^{1} → R^{4} の順

エナンチオ選択性は次のように予測できる（ただし例外もかなりある）。
基質となるアルケンを4つの置換基を以下の規則にしたがって描く。
- もっとも立体的に小さい置換基を右下側に描く。
- もっとも立体的に小さい置換基が複数ある場合、左上側になるべく立体的に小さい置換基が来るように描く。
- このような描き方が2つある場合、もっとも立体的に大きい置換基が左下側に来るように描く。

このとき、(DHQ)2PHAL では二重結合の手前側（α 面）からジヒドロキシ化が起こり、(DHQD)2PHAL では二重結合の奥側（β 面）からジヒドロキシ化が起こる。
なお、この反応において N-ハロゲノスルホンアミダート、例えばナトリウム N-クロロ-p-トルエンスルホンアミダート（クロラミンT）などを添加すると導入されるヒドロキシ基のうち一方が置換アミノ基（クロラミンTの場合にはp-トルエンスルホンアミド）に置き換わる。この変法はシャープレス不斉アミノヒドロキシ化と呼ばれている。